# 科尔韦代

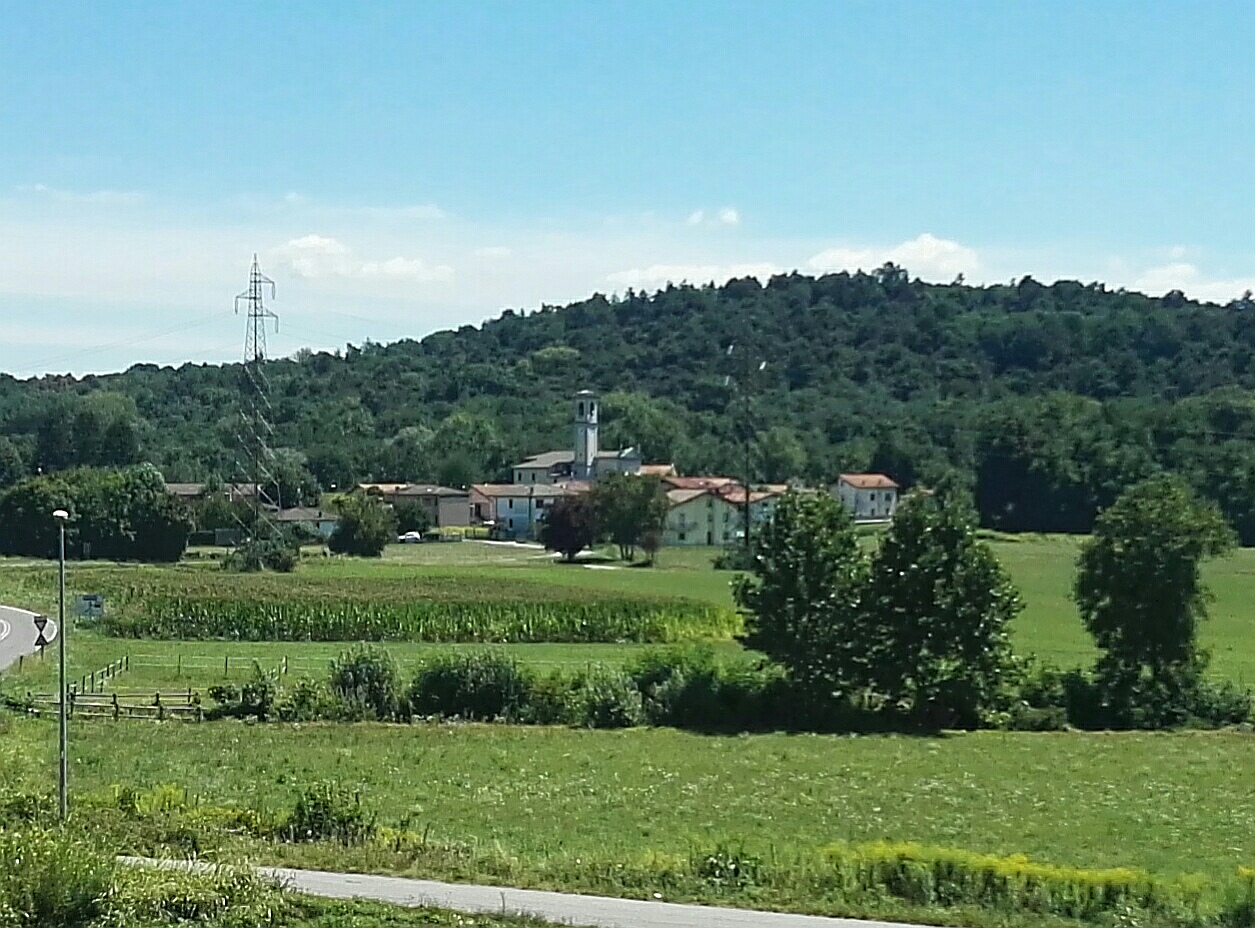
风景

科尔韦代（義大利語：Colverde）是意大利伦巴第大区科莫省的市镇。面积为8.58平方公里，人口数量为5,381人（2017年）。本市镇是在2014年5月由德雷佐、吉罗尼科和帕雷三个市镇合并而成。